# Nelson Ivan Petzold
Nelson Ivan Petzold (Porto Alegre, 1931 - Porto Alegre, 8 de agosto de 2018) foi um designer e arquiteto brasileiro, pioneiro do designer industrial do país, conhecido por projetos arrojados e bem-sucedidos, como os talheres infantis e a garrafa térmica magic pump. Era professor aposentado do Departamento de Expressão Gráfica da Faculdade de Arquitetura da Universidade Federal do Rio Grande do Sul (UFRGS) e professor emérito pela mesma instituição em 2012.

## Biografia
Nascido em 1931, em Porto Alegre, formou-se em arquitetura na Universidade Federal do Rio Grande do Sul em 1956. Em 1961 ele ingressa na carreira do magistério pela mesma instituição. Paralelamente se dedicou ao Departamento de Expressão Gráfica da Faculdade de Arquitetura, até sua aposentadoria. Em 1970, foi vice-diretor da Faculdade de Arquitetura e na década seguinte, exerceu cargo de Chefe do Departamento de Expressão Gráfica.
Nelson, junto do colega José Carlos Bornancini, foi responsável por criar diversos objetos que fazem parte do cotidiano do brasileiro. São tesouras, talheres, garrafas térmicas, fogões, alguns deles alcançando a marca de milhões de peças vendidas. O produto mais conhecido foram os talheres Príncipe Garfo, Cão Faquinha e a Princesa Colher, produto exclusivo do público infantil, que vendeu cerca de 2,5 milhões de unidades desde sua criação nos anos 1970.

## Morte
Nelson morreu na madrugada de 8 de agosto de 2018, aos 87 anos, devido a problemas cardíacos. Seu corpo foi velado no Crematório Metropolitano em Porto Alegre e depois cremado.